# Dicranomyia consimilis
Dicranomyia consimilis är en tvåvingeart som först beskrevs av Zetterstedt 1838.  Dicranomyia consimilis ingår i släktet Dicranomyia och familjen småharkrankar. Arten är reproducerande i Sverige. Inga underarter finns listade i Catalogue of Life.